# デイヴィッド・カーネギー (第5代ノースエスク伯爵)
第5代ノースエスク伯爵デイヴィッド・カーネギー（英語: David Carnegie, 5th Earl of Northesk、1701年6月11日 – 1741年6月24日）は、スコットランド貴族。1701年から1729年までローズヒル卿の儀礼称号を使用した。

## 生涯
第4代ノースエスク伯爵デイヴィッド・カーネギーとマーガレット・ウィームズ（Margaret Wemyss、第3代ウィームズ女伯爵マーガレット・ウィームズの娘）の長男として、1701年6月11日に生まれた。
1729年1月14日に父が死去すると、ノースエスク伯爵の爵位を継承した。
1741年6月24日に死去、生涯未婚だったため弟ジョージが爵位を継承した。